# Pseudepigraf
Pseudepigrafy nebo pseudoepigrafy (někdy také pseudepigrafa, z řeckého ψευδεπιγραφα pseudepigrafa "lživě nadepsané") - obecně známé spisy, které jsou mylně (lživě) připisovány uvedenému autorovi (například Batrachomyomachiá připisovaná Homérovi nebo Nanebevzetí Mojžíšovo, jehož autorem měl být Mojžíš a zapisovatelem Jozue).
Nejčastěji se používá jako evangelické označení knih, které nebyly začleněny do katolického kánonu Bible (jako protokanonické ani deuterokanonické) a které se v katolickém názvosloví označují jako apokryfy. Někdy jako pseudepigrafy evangeličtí autoři označují deuterokanonické knihy (katolický termín), (které ale většinou označující jako apokryfy), nebo deuterokanonické knihy i (katolické) apokryfy, tedy prostě všechny biblické a pseudobiblické spisy kromě (v katolickém pojetí) protokanonických knih.

## Součást pseudoepigrafů
Mezi pseudepigrafní/apokryfní spisy patří (výběr):
- evangelia: Nikodémovo, Petrovo, Tomášovo, protoevangelium (připisováno sv. Jakubovi)[9] aj.
- skutky sv. Pavla a Tekly aj.
- listy: 1. a 2. list Klementův aj.
- apokalypsy: Zjevení sv. Petra